# Schloss Montaigne

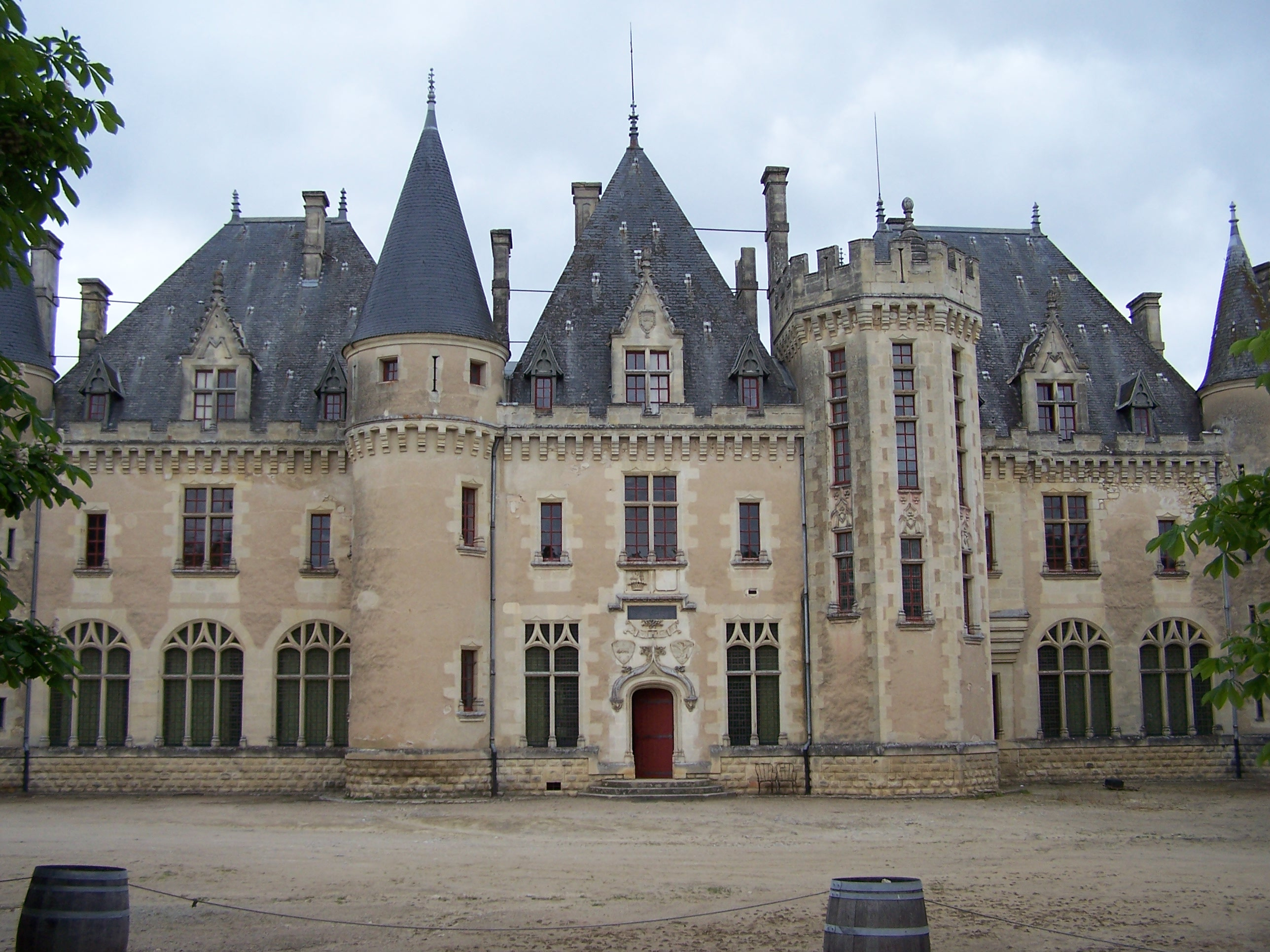
Außenansicht von Schloss Montaigne 2009

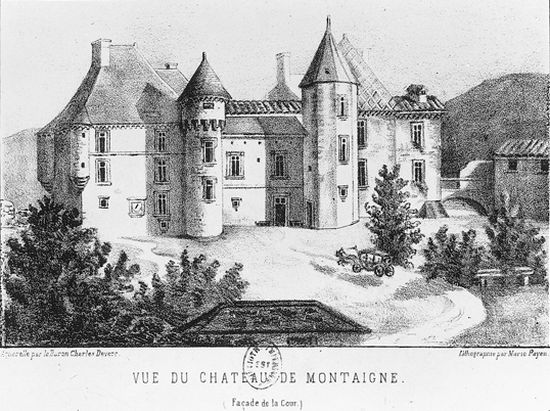
Weitgehend ursprüngliche Fassadenform um 1823; dahinter Schlossinnenhof (nicht sichtbar)

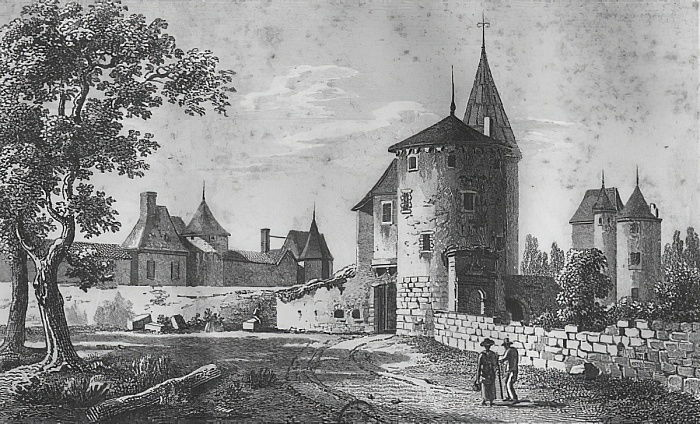
Ansicht von der Südseite (um 1800), die Montaignes „Bibliotheksturm“ betont

Das Schloss Montaigne (französisch: Château de Montaigne) liegt in der Gemeinde Saint-Michel-de-Montaigne, im Département Dordogne, Region Nouvelle-Aquitaine im Südwesten von Frankreich. An dem Ort zwischen Libourne und Bergerac ist seit dem 14. Jahrhundert eine Burg nachgewiesen, die mehrfach umgebaut und erweitert wurde. Das heute dort stehende Gebäude wurde nach einem Brand im Jahr 1885 vollständig neu in einer Stilmischung zwischen mittelalterlich und Neo-Renaissance erbaut. Im 15. und 16. Jahrhundert war es Wohnsitz der Familie des französischen Philosophen Michel de Montaigne, des Begründers der Essayistik. Von dessen Schloss ist allein der runde Bibliotheksturm des Philosophen im ursprünglichen Zustand übriggeblieben, seit dem 28. März 1952 klassifiziert als Monument historique. Das heutige Schloss erhielt dieses Prädikat am 29. Oktober 2009.

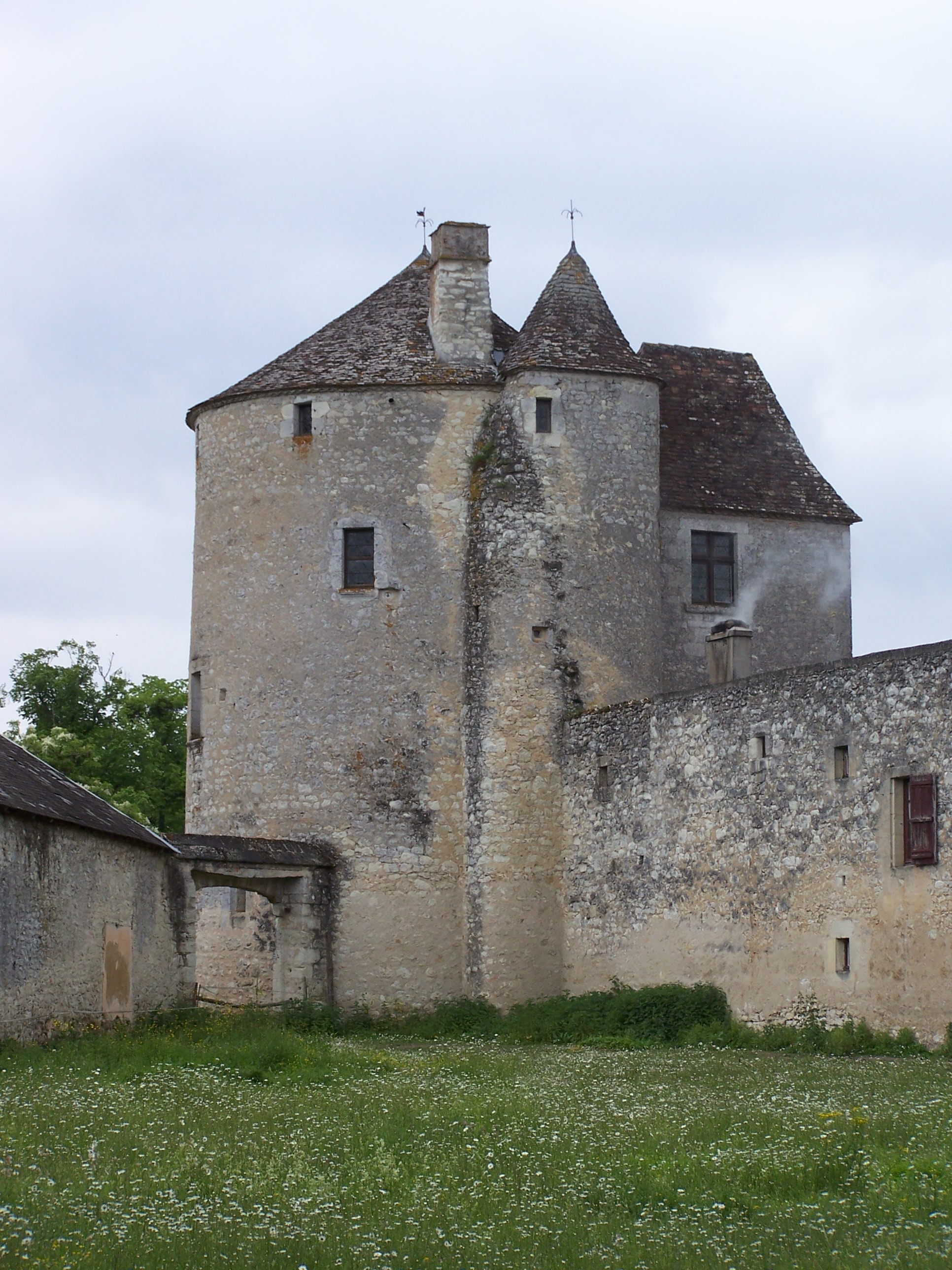
Michel de Montaignes „Bibliotheksturm“

## Geschichte
Das Anwesen erwarb im Jahr 1477 der Urgroßvater von Michel de Montaigne, Ramon Eyquem, der durch seine Tätigkeit als Fisch- und Weinhändler in Bordeaux zu Wohlstand gekommen war. Als „Seigneur de Montaigne“ (deutsch: Herr von Montaigne) ließ er sich mit seiner Familie hier nieder und vererbte das großzügige Anwesen an seine Kinder und Enkel.
Im Jahr 1860 wurde es von Pierre Magne, einem Minister unter Napoleon III., als Altersruhesitz bezogen. Nach dem Brand von 1885 veranlasste seine Tochter Marie Thirion Mautauban die Wiedererrichtung des Schlosses. Heute befindet sich das Anwesen immer noch im Privatbesitz der Familie Mähler-Besse (6. und 7. Generation nach Pierre Magne).

## Turm
Der südlich des Hauptgebäudes gelegene „Bibliotheksturm“, La Tour de Montaigne, besteht aus einem großen und einem kleineren runden Turm mit einem kleinen Wohngebäude. Im Erdgeschoss ist eine Kapelle, weiter oben im ersten Stock, durch eine steinerne Rundtreppe zu erreichen, das runde Zimmer Michel de Montaignes. Hier starb der Philosoph. In der obersten Etage befand sich seine Bibliothek.
Eine lateinische Inschrift an der Wand der Bibliothek lautet auf Deutsch:

„Im Jahre des Heils 1571, im 38. Lebensjahr, am 28. Februar, seinem Geburtstag, hat sich Michel de Montaigne, schon lange müde des Dienstes bei Gericht und in öffentlichen Ämtern, in voller Manneskraft in den Schoß der gelehrten Jungfrauen zurückgezogen, um in Ruhe und aller Sorgen ledig, wenn es das Schicksal ihm vergönnt, den kleinen Rest seines schon zum großen Teil verflossenen Lebens zu vollenden; er hat diese Stätte, diesen teuren von seinen Ahnen ererbten Zufluchtsort, seiner Freiheit, seiner Ruhe und seiner Muße geweiht.“